# Retrat d'Isabel de Portugal (Ticià)
El retrat d'Isabel de Portugal és una obra del pintor renaixentista Ticià realitzada en 1548, conservant-se en l'actualitat en el Museu del Prado de Madrid, procedent de la Col·lecció Reial.

## Història
A la mort de la seva esposa Isabel (1539), l'emperador Carlos no disposava de cap retrat que considerés digne d'ella, per la qual cosa va sol·licitar a un dels seus pintors favorits, Ticià, que li fes un. El pintor, que mai havia vist a la retratada, es va basar en un retrat anterior, en el qual es representava a l'emperadriu amb vestit negre, avui desaparegut, doncs va cremar en l'incendi del Palau del Pardo de 1604. L'autor d'aquest quadre primigeni és referit en diferents fonts com un pintor "desconegut" o "de segona fila". Fonts italianes contemporànies (Pietro Aretino) citen aquest retrat de l'emperadriu qualificant-ho de trivial, possiblement per no adequar-se al gust italià, però molto simile al vero, i indiquen que complaïa a l'emperador, almenys prou com per basar en ell l'encàrrec de Ticià. Entre les possibles atribucions a aquest quadre desaparegut estan diferents mestres de fora d'Itàlia, com l'espanyol Diego de Rierol, els flamencs Scrouts i Vermeyen, o l'austríac Seisenegger.
S'ha esbrinat que Ticià va reutilitzar un llenç ja pintat per al seu retrat d'Isabel, perquè a través de les anàlisis per radiografia s'ha distingit una figura femenina. Ticià va pintar en un primer moment a l'emperadriu amb el nas una miqueta aguileña. Va presentar el quadre en la cort en 1545; l'emperador va sol·licitar a l'artista que ho retoqués, tal com havia fet en ocasions anteriors amb el prognatisme en diversos retrats de Carlos. Ticià es va traslladar a Augsburg en 1548 per retocar el quadre.
La tirada de l'emperador cap a aquest retrat ho testifica el que estigui documentat que ho va acompanyar en el seu retir de Yuste. El quadre va estar en el Monestir de les Descalces Reals de Madrid, posteriorment en l'Alcàsser de Madrid, en el Palau Real, i finalment va ingressar en el Prat.

## Descripció
La retratada és Isabel de Portugal, esposa de Carles I d'Espanya i filla del rei Manuel I de Portugal. El retrat segueix un esquema clàssic ja utilitzat per Rafael o Leonardo da Vinci, en el qual la model se situa asseguda, obrint-se al costat d'ella un finestral en el qual s'endevina un paisatge. El paisatge dota de profunditat a la composició, a més de servir com a contrast cromàtic amb la figura de l'emperadriu, doncs predominen en ell tons verdosos i blaus, mentre que l'escena interior està dominada per tons càlids. La figura d'Isabel mostra certa rigidesa, relacionada potser amb el concepte de majestat tan utilitzat en la iconografia imperial.
La figura vesteix un riquíssim vestit vermell i daurat, amb adorns de brocat i pedreria. S'adorna, a més, amb cridaneres joies, com un collaret de perles amb un fermall al pit amb pedres precioses del que penja una altra perla en forma de llàgrima, un anell a la mà dreta, o un joyel rematant el seu tocat, un rígid pentinat molt de moda en l'època compost per trenes. L'emperadriu sosté un llibre obert a la seva mà esquerra, potser un missal o llibre d'oracions, i mira a un punt llunyà amb expressió abstreta.

## Retrat de Carles i Isabel

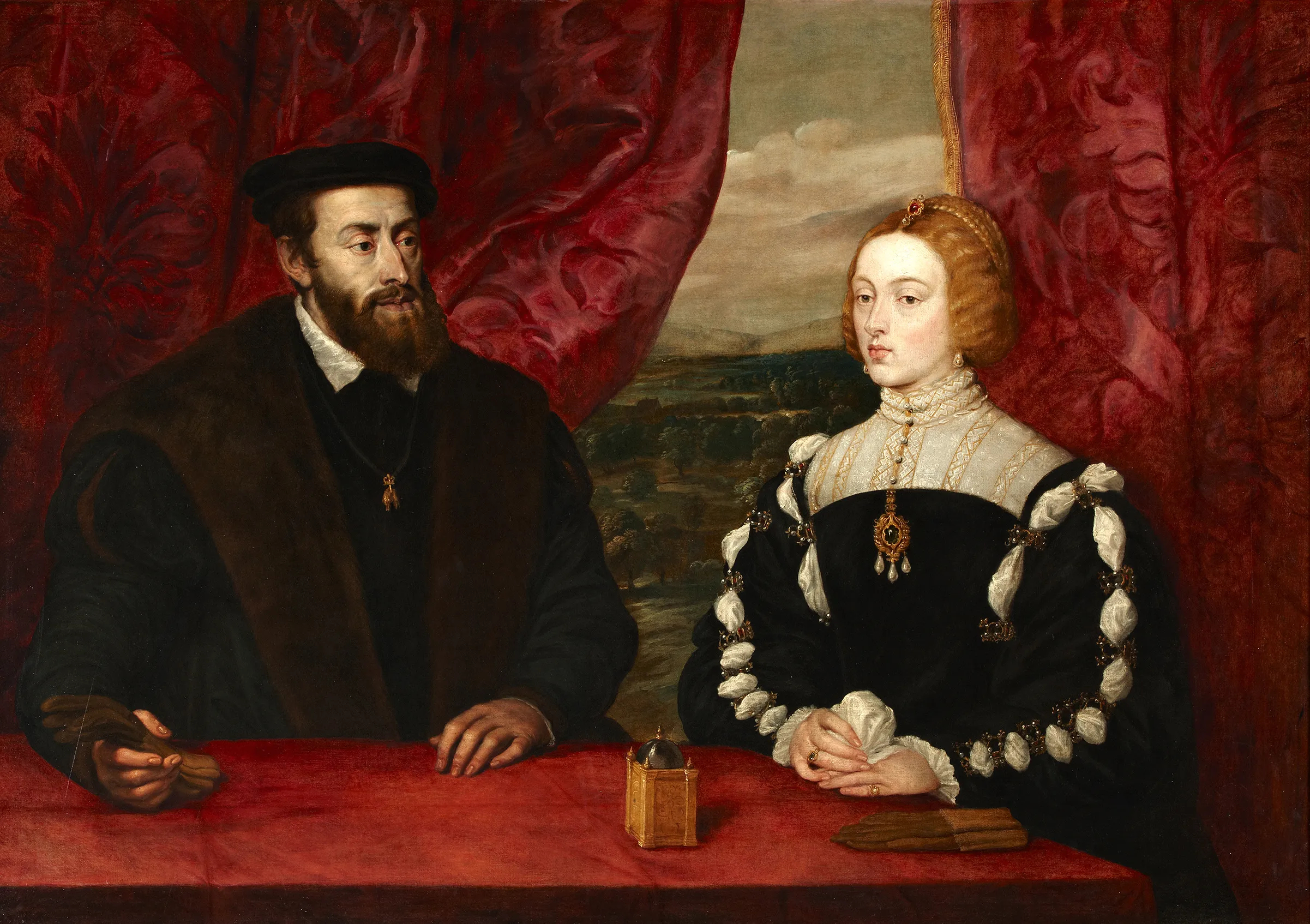
Retrat de Carles V i Isabel de Portugal, còpia de Rubens d'un original perdut de Tiziano.

Existeix una còpia de Rubens d'un retrat de la imperial parella, que hi hauria també realitzat inicialment Ticià, però que no s'ha conservat. Pertany a la Casa d'Alba i s'exhibeix en el Palau de Llíria de Madrid.